# Rubén Cárdenas
Rubén Cárdenas, auch bekannt unter dem Spitznamen Totol, ist ein ehemaliger mexikanischer Fußballspieler, der sowohl in der Abwehr als auch im Mittelfeld agierte.

## Leben
Cárdenas stand während seiner Profikarriere vorwiegend bei den beiden großen Rivalen des mexikanischen Fußballs, dem Club América und Chivas Guadalajara, unter Vertrag.
Während „Totol“ Cárdenas mit Chivas keine Titel gewinnen konnte, gewann er während seiner ersten Phase mit den Americanistas den Meistertitel der Saison 1970/71 und nach seiner Rückkehr den CONCACAF Champions Cup am 18. Januar 1978. In der Saison 1973/74 stand er vermutlich beim Puebla FC unter Vertrag.

## Erfolge
- Mexikanischer Meister: 1970/71
- CONCACAF Champions Cup: 1977/78